# Effraie
Cet article possède un paronyme, voir EFREI.
Tyto
Sous-famille
Genre
Les effraies sont des chouettes à grosse tête et au disque facial en forme de cœur. Leurs pattes sont longues et munies de doigts puissants, habituellement avec des serres bien développées. Le plumage est généralement brun fauve et crème ou blanc, tacheté, moucheté ou barré.
Les effraies appartiennent au genre Tyto, qui constitue à lui seul la sous-famille des Tytoninae, l'une des deux sous-familles des tytonidés.

## Étymologie
Le nom vernaculaire de ces chouettes vient d'orfraie (du latin ossifraga « [oiseau] briseur d'os ») qui désignait certaines espèces de rapaces pêcheurs diurnes. Depuis le XVIe siècle et en particulier chez Ronsard, ce terme orfraie existe déjà, mais pour désigner un rapace nocturne. Sous l'influence du verbe effrayer, il s'est déformé en effraie.
Le nom Tyto, quant à lui, est issu du mot grec onomatopéique « τυτώ » qui signifie « chouette ».

## Liste des espèces
D'après la classification de référence (version 14.1, 2024) de l'Union internationale des ornithologues, il y a 18 espèces du genre Tyto (ordre philogénique) :
- Tyto tenebricosa (Gould, 1845) – Effraie ombrée ;
- Tyto multipunctata Mathews, 1912 – Effraie piquetée ;
- Tyto inexspectata (Schlegel, 1879) – Effraie de Minahassa
- Tyto nigrobrunnea Neumann, 1939 – Effraie de Taliabu ;
- Tyto sororcula (Sclater, PL, 1883) – Effraie des Tanimbar
- Tyto manusi Rothschild & Hartert, EJO, 1914 – Effraie de Manus ;
- Tyto aurantia (Salvadori, 1881) – Effraie dorée ;
- Tyto novaehollandiae (Stephens, 1826) – Effraie masquée ;
- Tyto rosenbergii (Schlegel, 1866) – Effraie des Célèbes ;
- Tyto soumagnei (Grandidier, A, 1878) – Effraie de Soumagne ;
- Tyto alba (Scopoli, 1769) – Effraie des clochers ;
- Tyto furcata (Temminck, 1827) - Effraie d'Amérique ;
- Tyto javanica (Gmelin, JF, 1788) – Effraie orientale ;
- Tyto deroepstorffi (Hume, 1875) – Effraie des Andaman ;
- Tyto glaucops (Kaup, 1852) – Effraie d'Hispaniola ;
- Tyto capensis (Smith, A, 1834) – Effraie du Cap ;
- Tyto longimembris (Jerdon, 1839) – Effraie de prairie ;
- Tyto prigoginei (Schouteden, 1952) – Effraie de Prigogine.

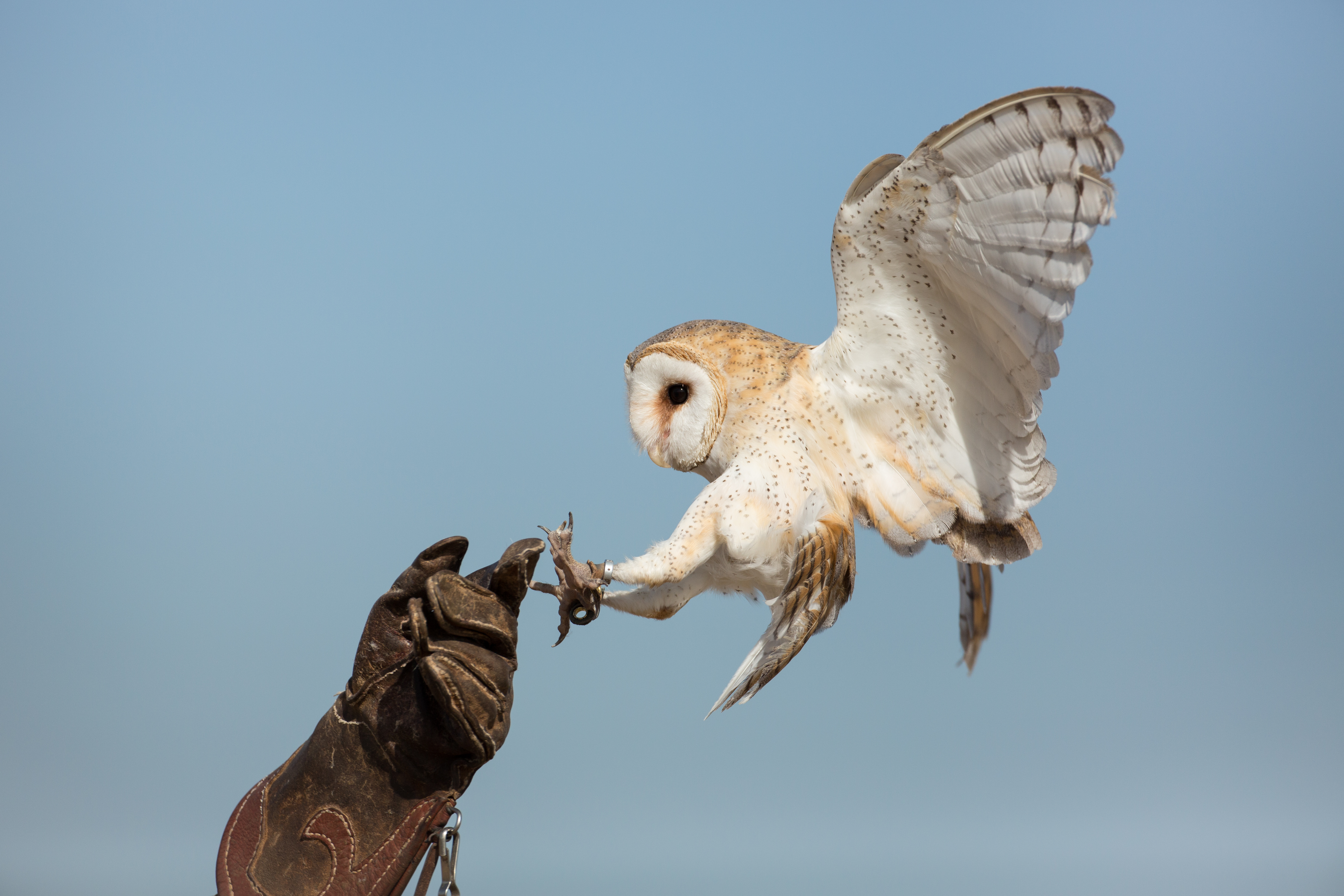
Tyto alba
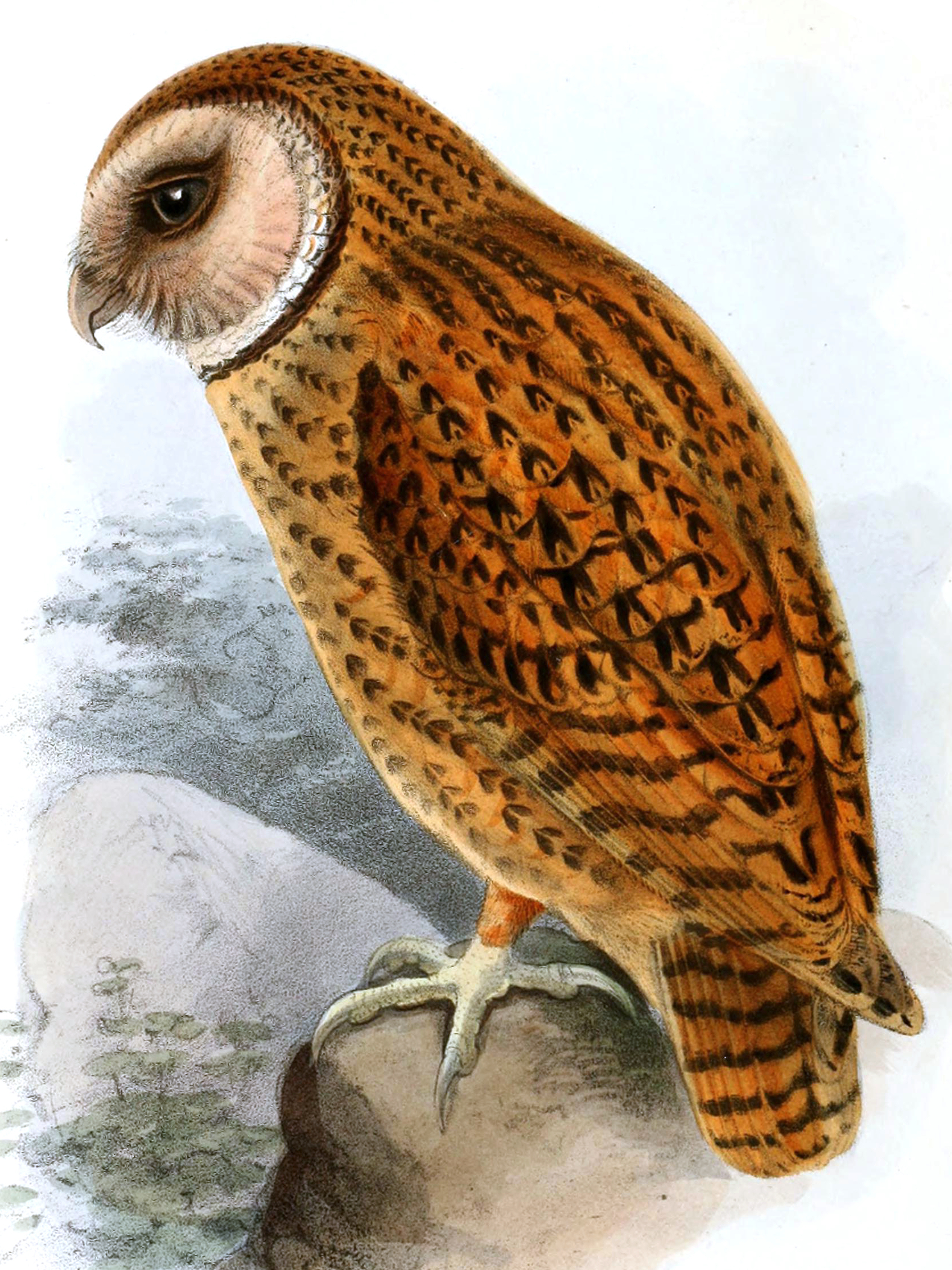
Tyto aurantia
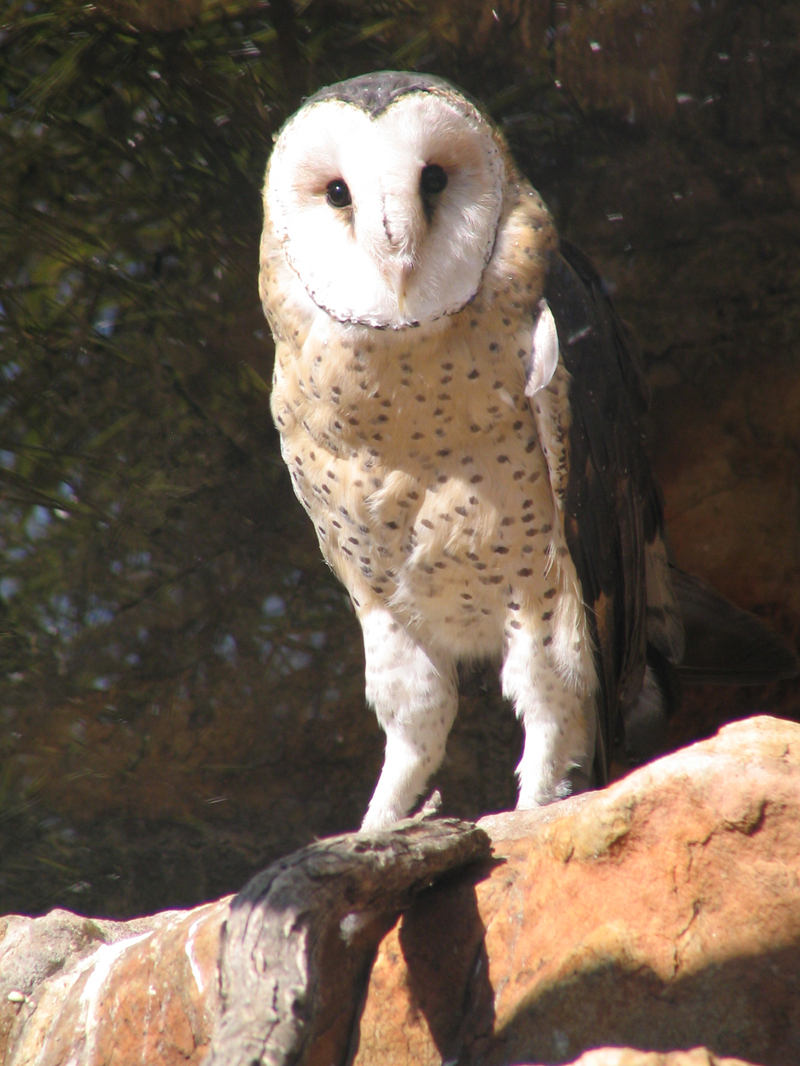
Tyto capensis
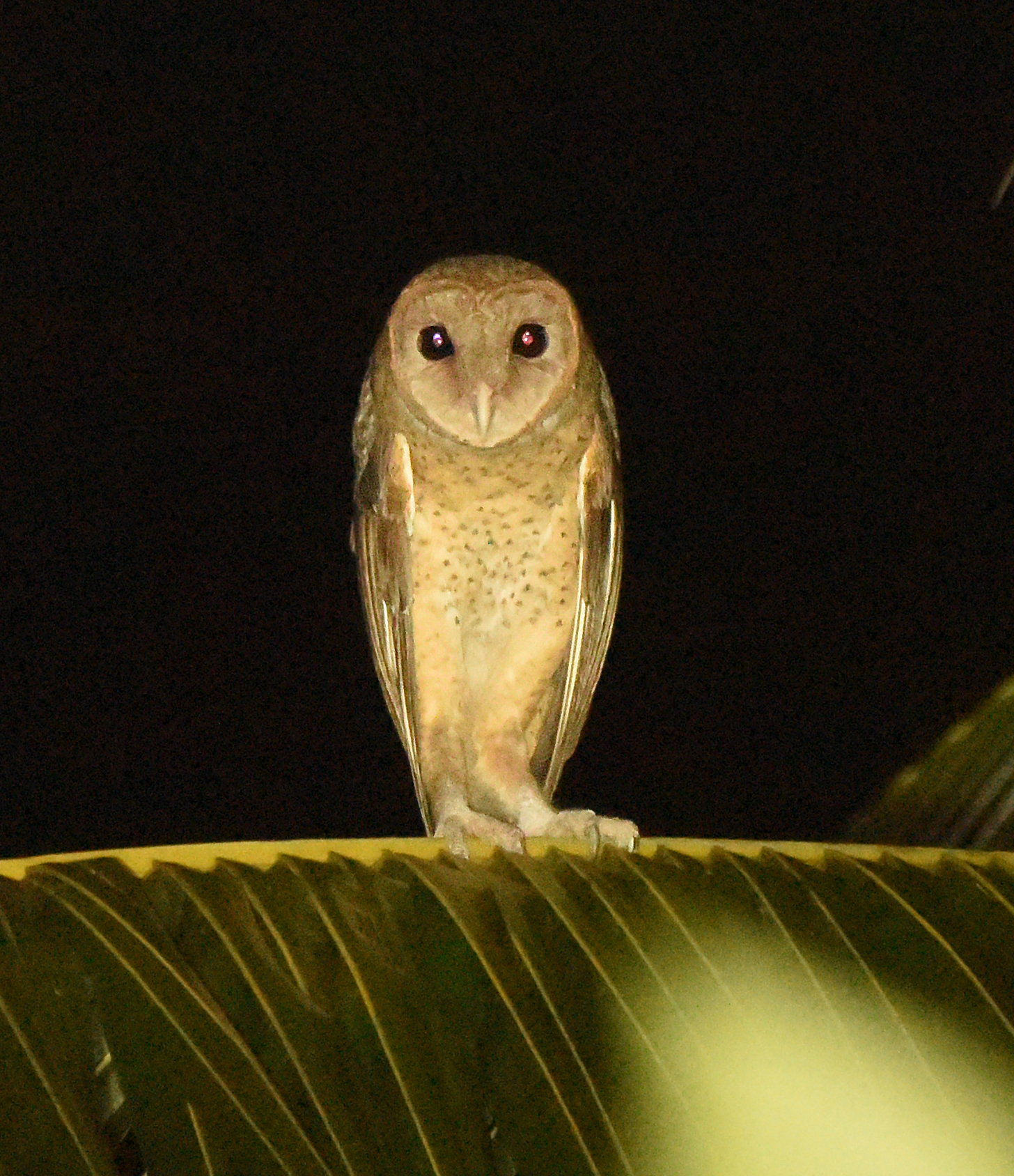
Tyto deroepstorffi
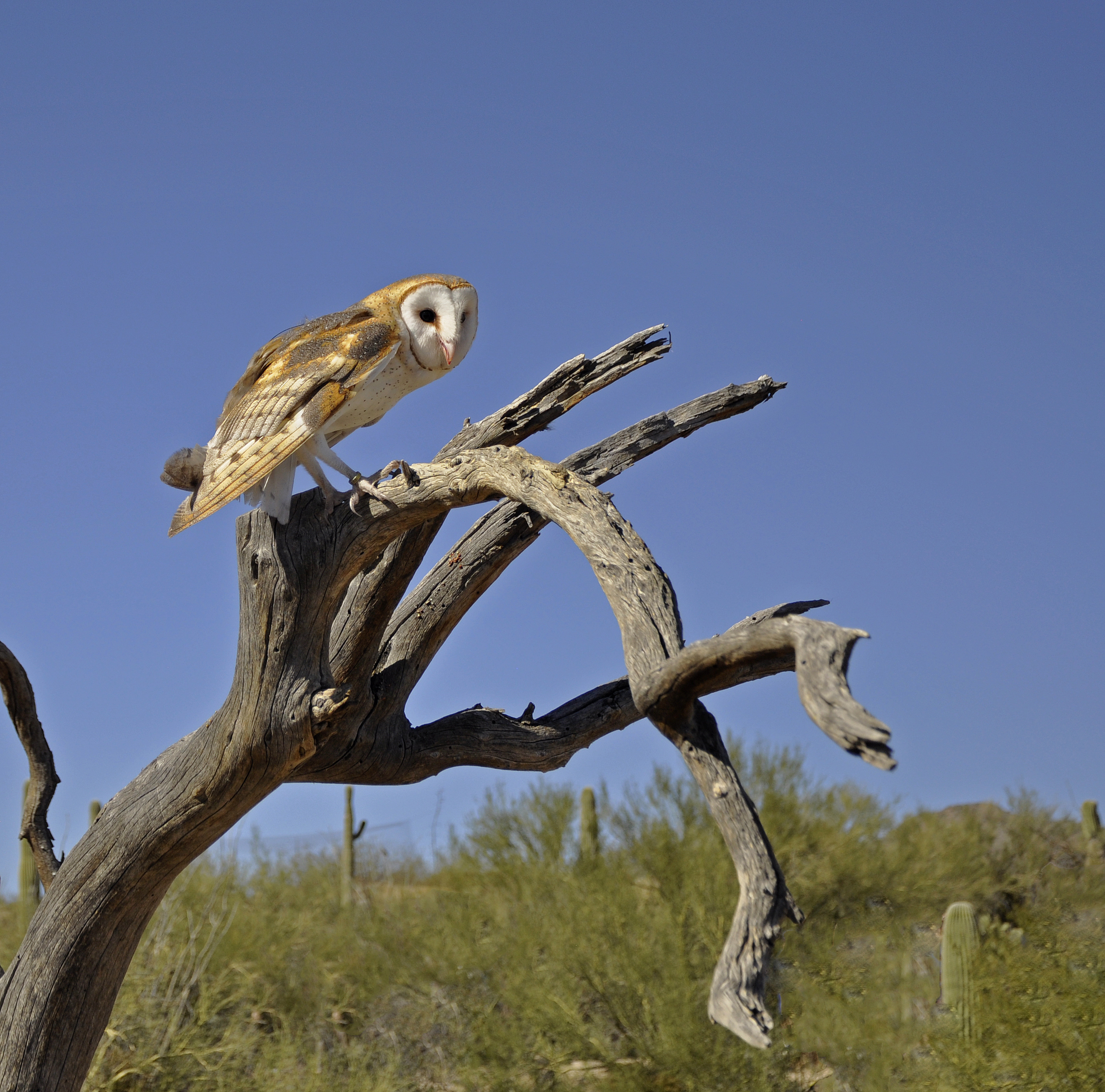
Tyto furcata
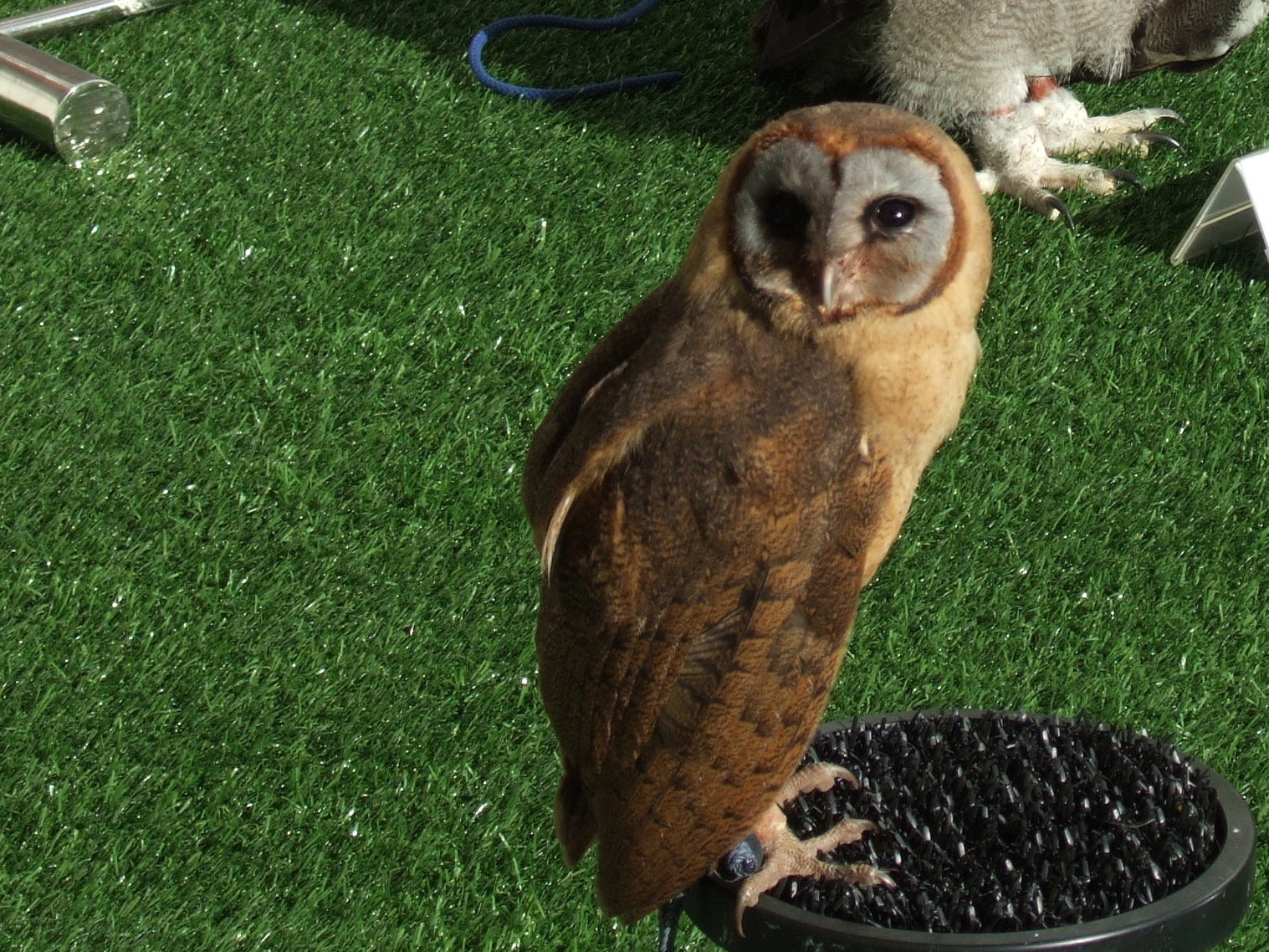
Tyto glaucops
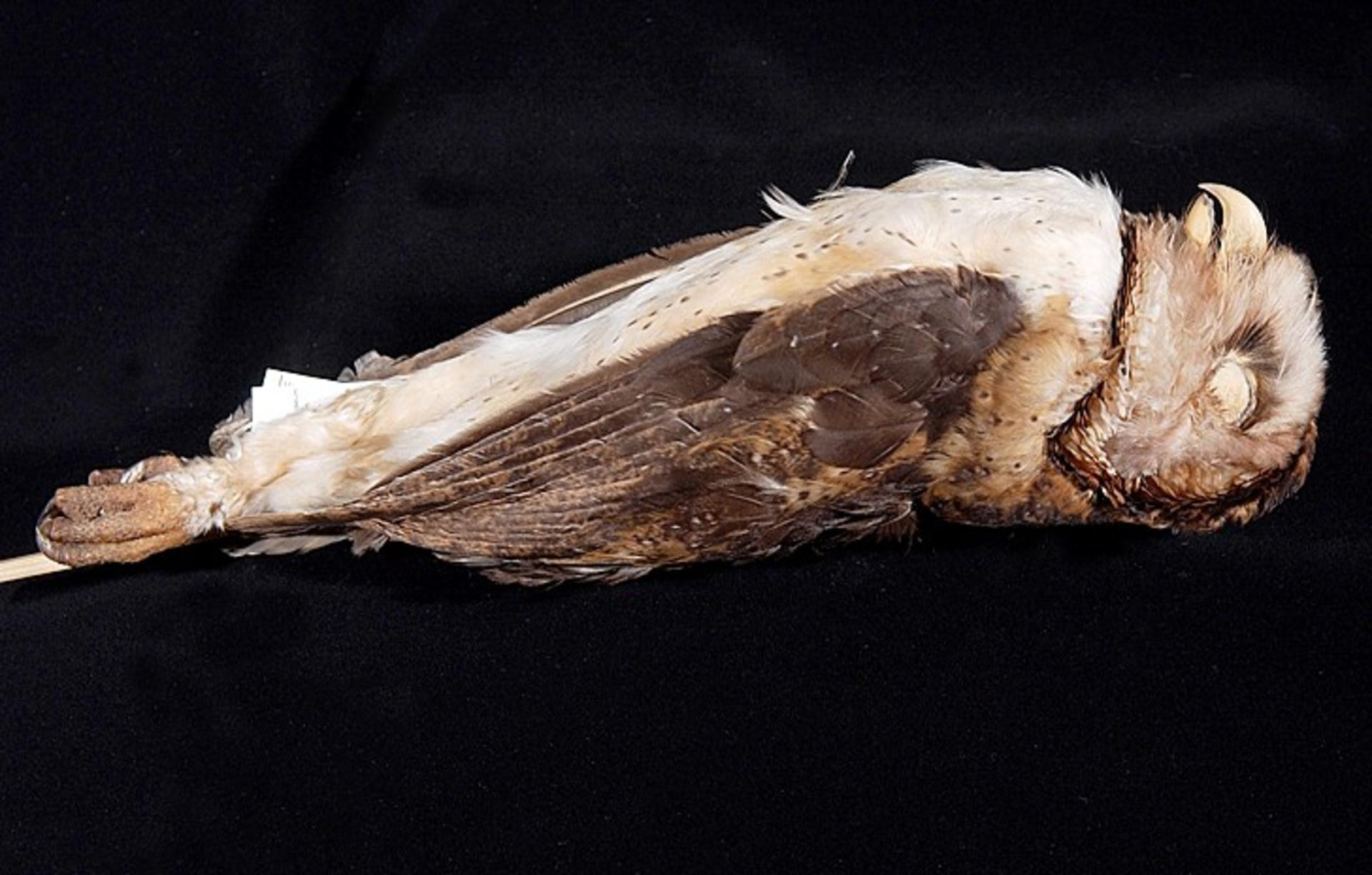
Tyto inexspectata
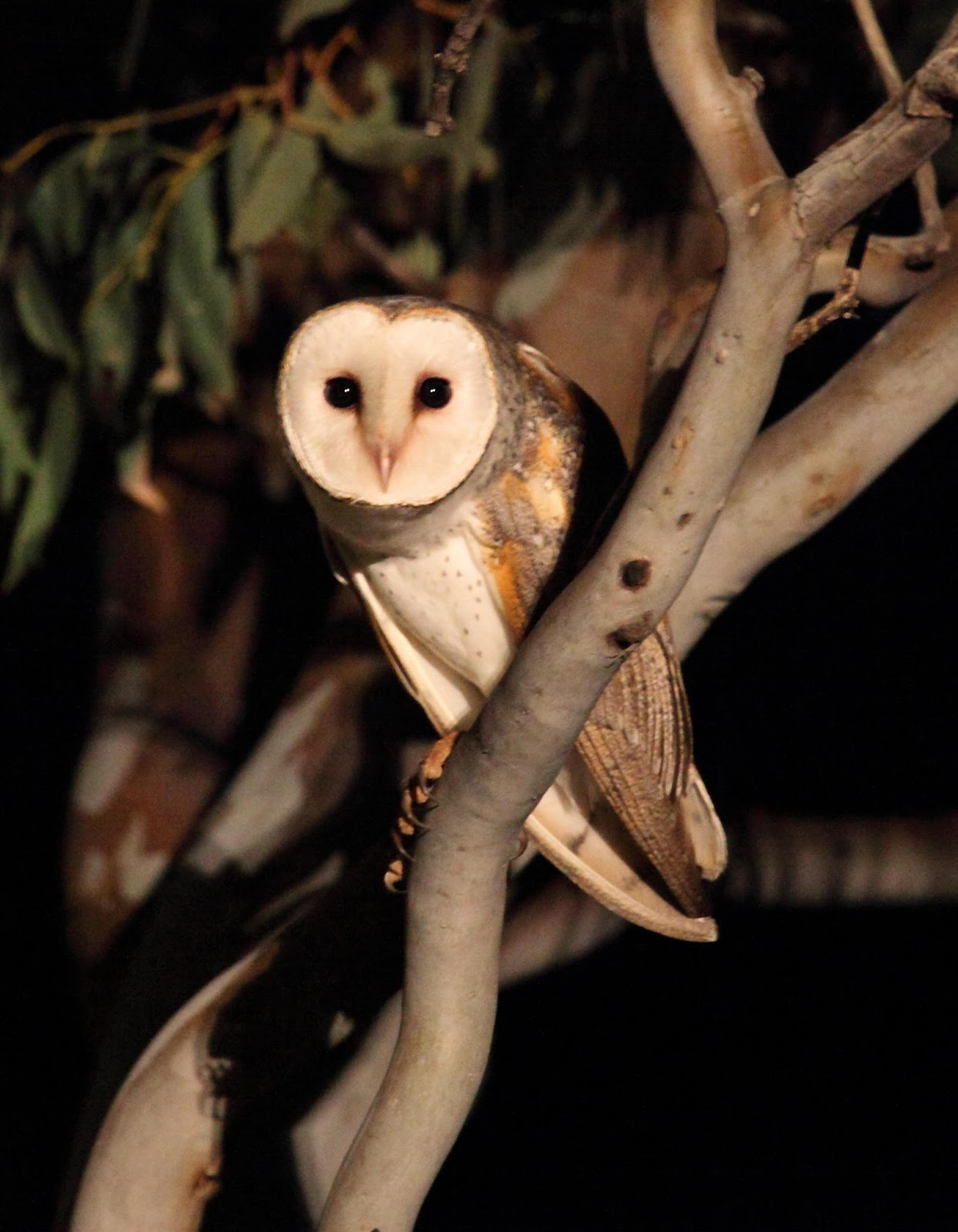
Tyto javanica
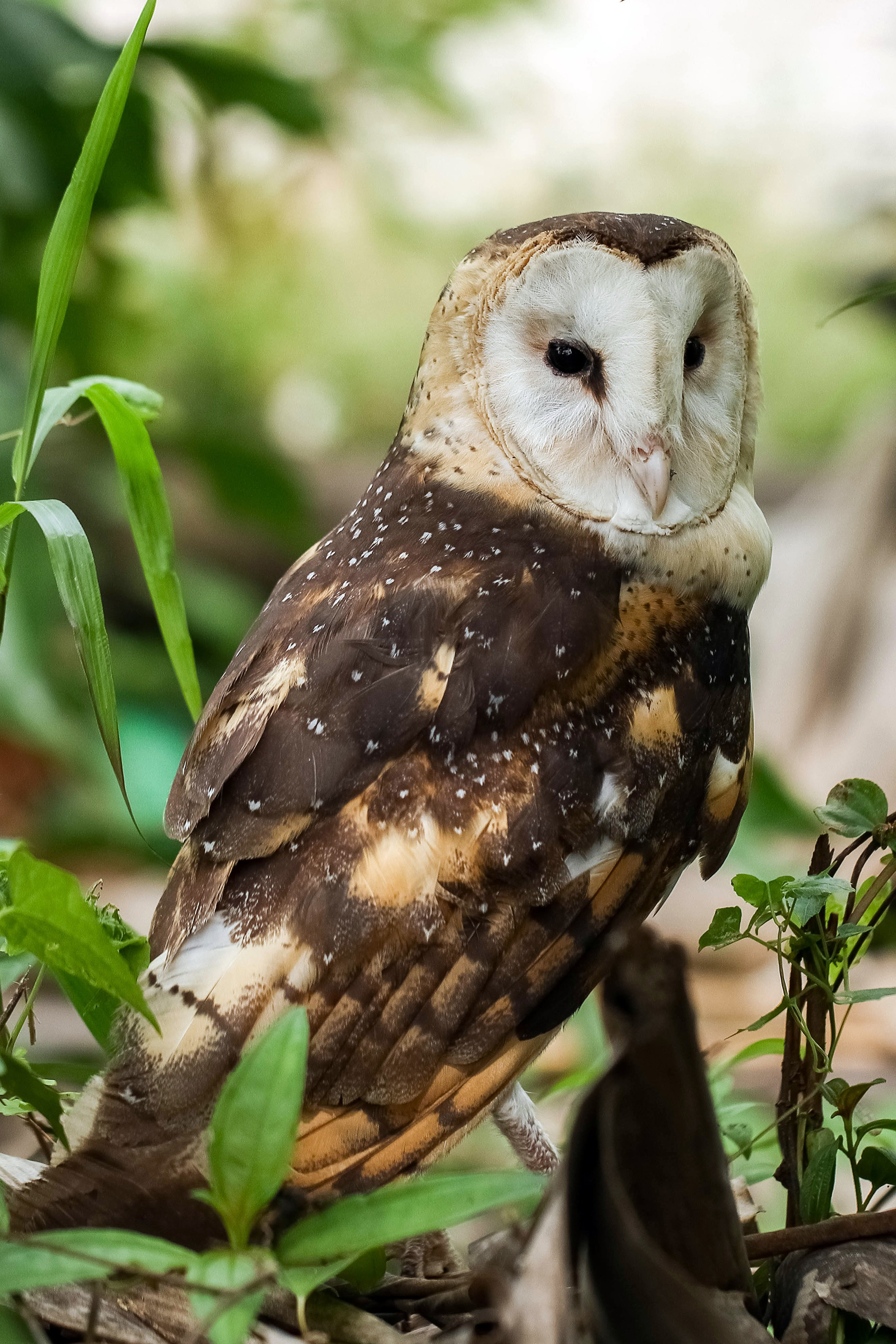
Tyto longimembris
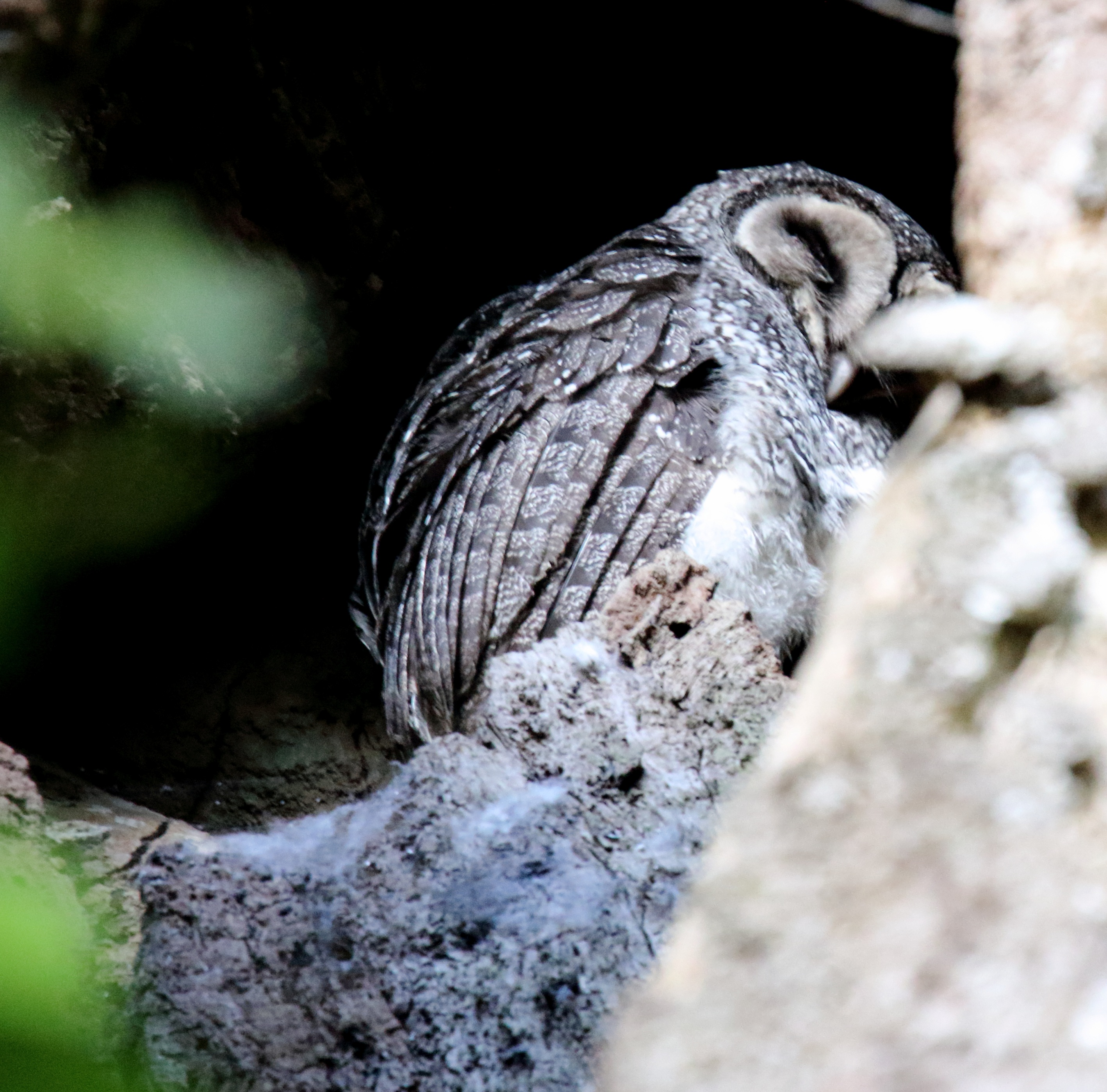
Tyto multipunctata
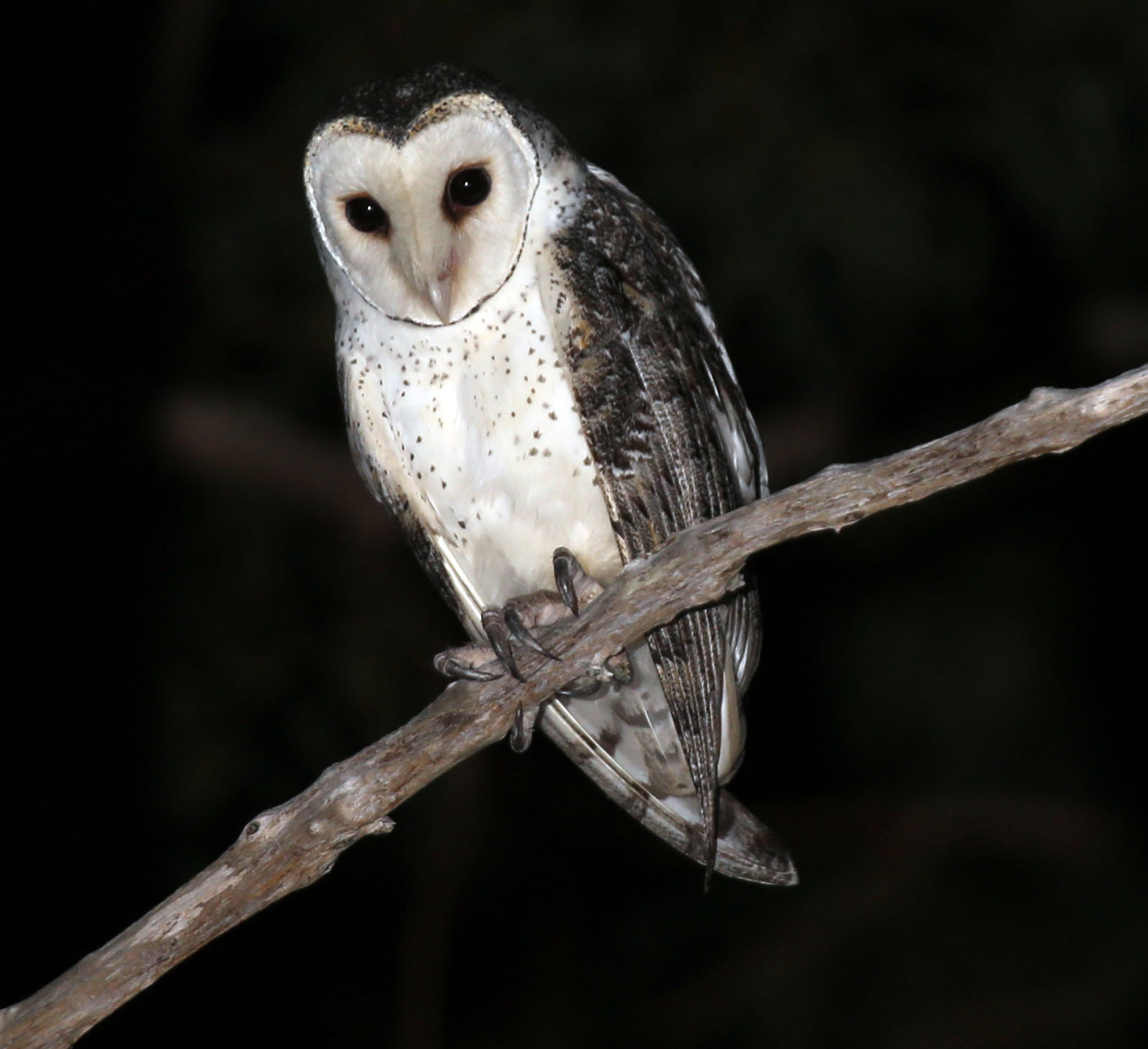
Tyto novaehollandiae
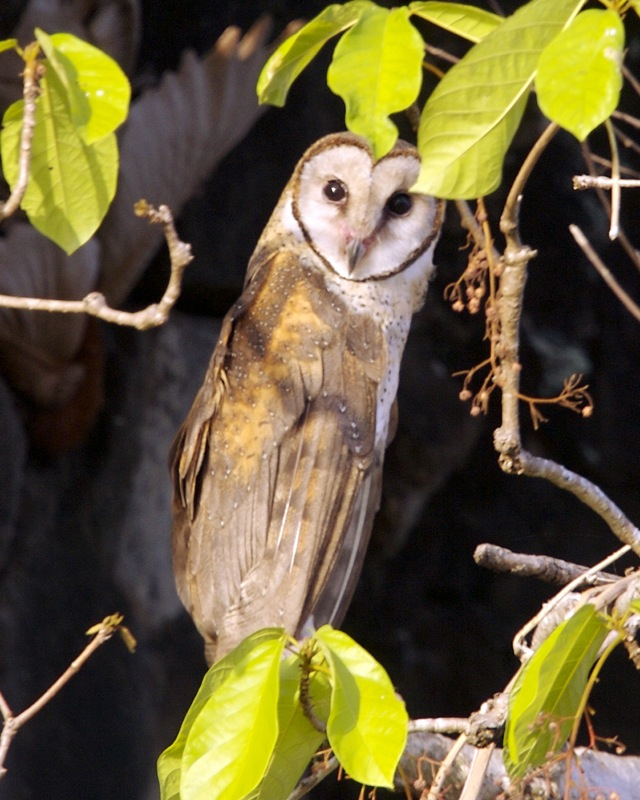
Tyto rosenbergii
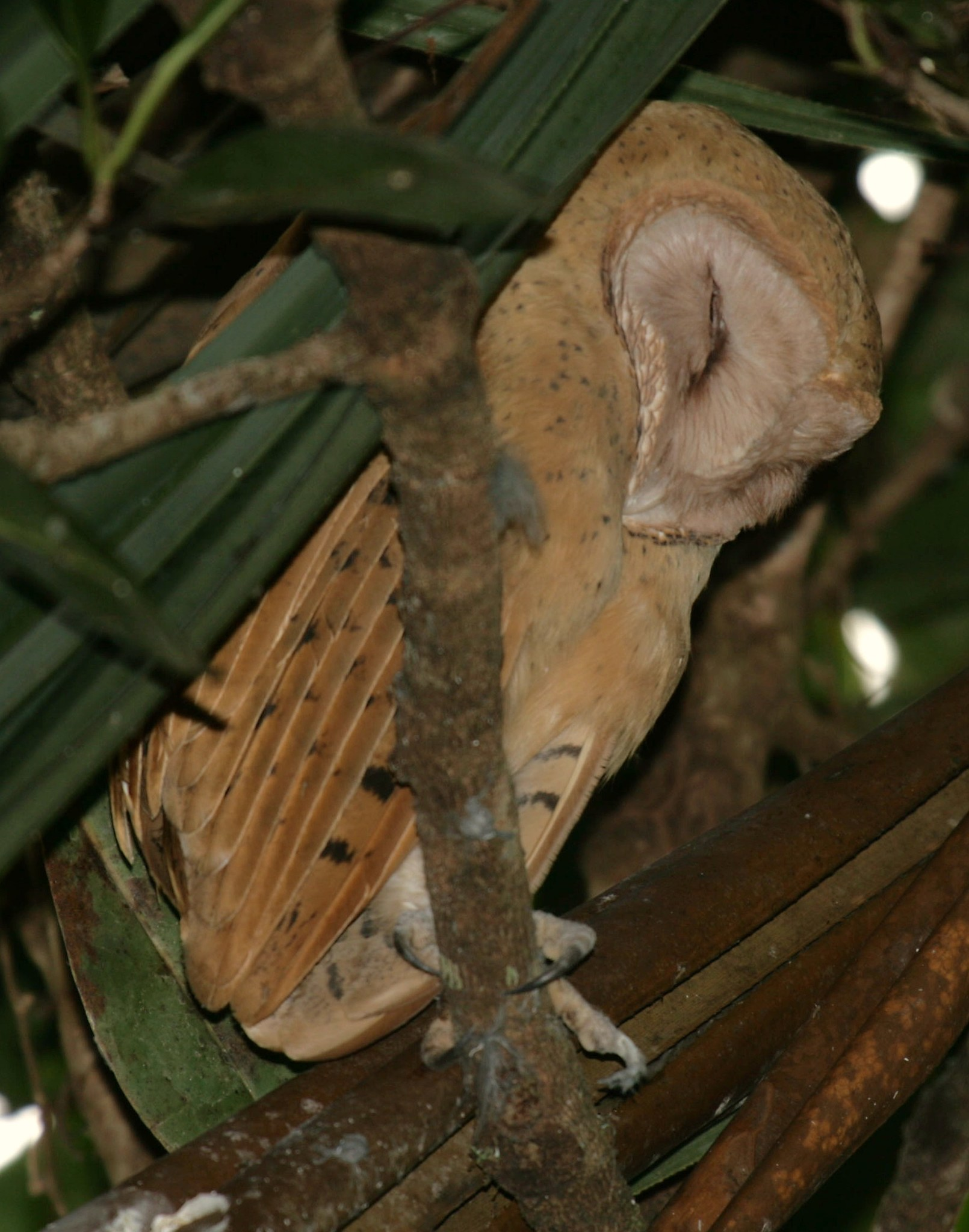
Tyto soumagnei
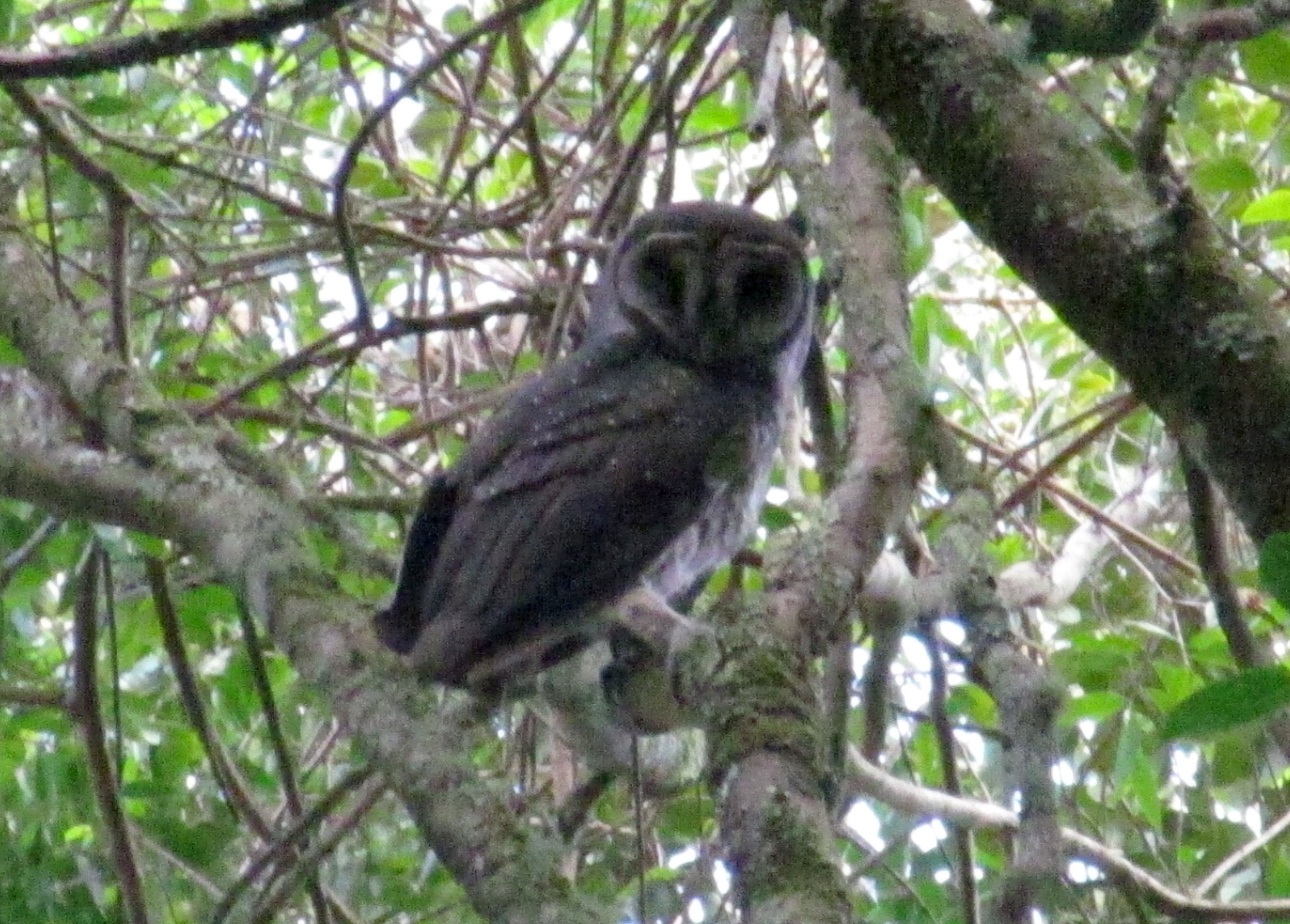
Tyto tenebricosa

### Espèces éteintes

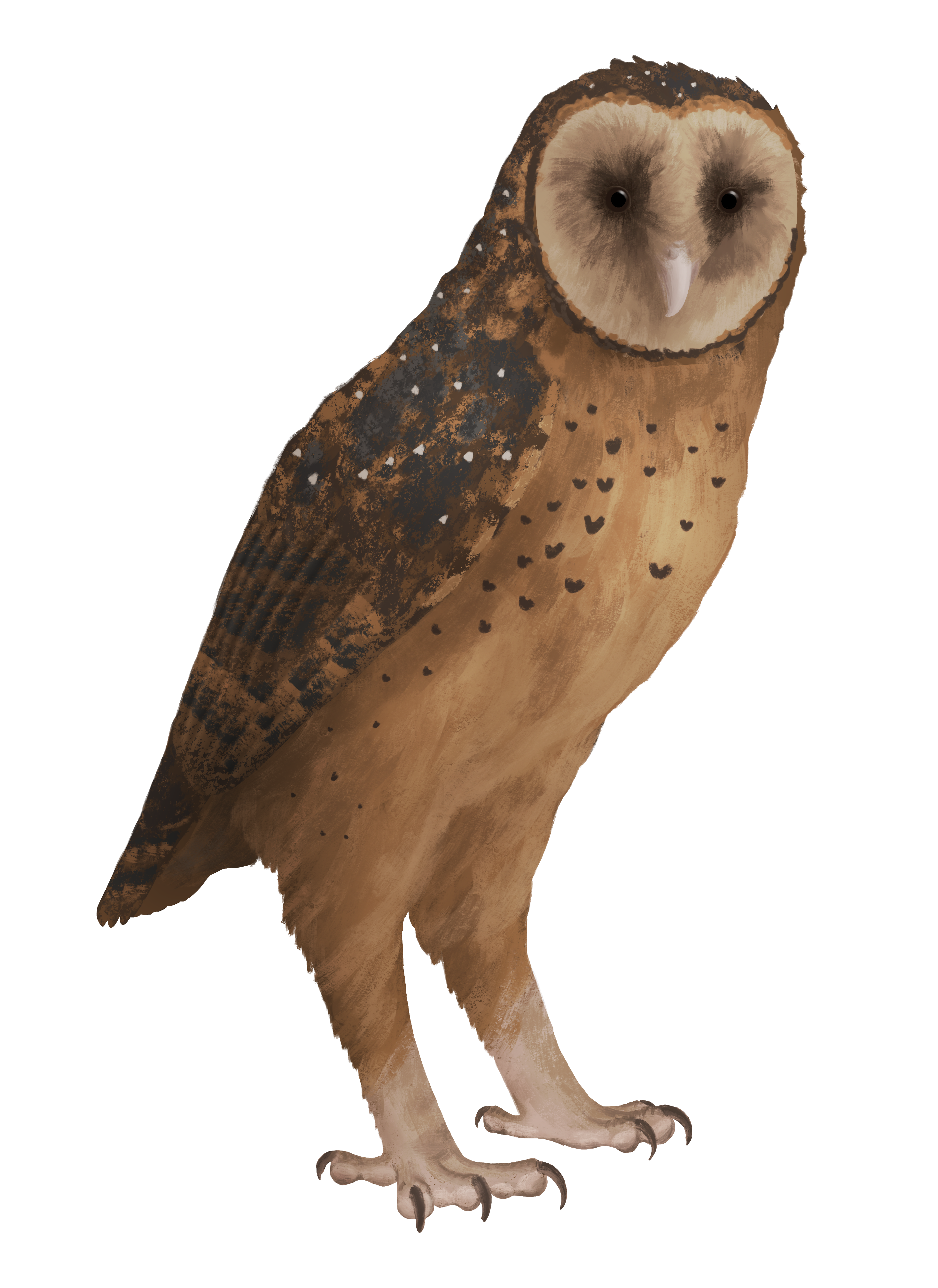
Tyto pollens (espèce disparue, vue d'artiste).

#### Connu des anciens fossiles
- Tyto sanctialbani (milieu - fin du Miocène de l'Europe centrale) - anciennement dans Strix, comprend T. campiterrae
- Tyto robusta (fin du Miocène/début du Pliocène de la péninsule du Gargano, Italie)
- Tyto gigantea  (Miocène tardif / Pliocène précoce de la péninsule du Gargano, Italie)
- Tyto balearica (Miocène tardif - Pléistocène moyen du WC méditerranéen)
- Tyto mourerchauvireae (Pléistocène moyen de Sicile, Méditerranée)
- Tyto jinniushanensis ((Pléistocène de Jing Niu Shan, Chine)

#### Extinctions préhistoriques tardives généralement connues à partir de restes subfossiles
- Chouette effraie de Mussau (Tyto cf. novaehollandiae) trouvée sur Mussau [2]
- La chouette effraie de Nouvelle-Irlande (Tyto cf. novaehollandiae) trouvée en Nouvelle-Irlande
- Le Petit-duc d'Irlande (Tyto cf. alba/aurantiaca) trouvé en Nouvelle-Irlande [2]
- Chouette effraie de Nouvelle-Calédonie (Tyto letocarti) trouvée en Nouvelle-Calédonie - provisoirement placée ici
- Chouette effraie de Porto Rico (Tyto cavatica) trouvée à Porto Rico - existait peut-être encore en 1912 ; peut-être une sous-espèce de la chouette effraie (Tyto glaucops)
- La chouette effraie de Noel (Tyto noeli) trouvée à Cuba
- La chouette effraie de Rivero (Tyto riveroi) trouvée à Cuba
- Chouette effraie de Cuba (Tyto sp.) trouvée à Cuba
- Chouette effraie hispanique (Tyto ostologa) trouvée sur Hispaniola
- La chouette effraie des Bahamas (pollens de Tyto) trouvée à Little Exuma, New Providence, et peut-être sur l'île d'Andros, Bahamas - a peut-être survécu jusqu'au XVIe siècle
- Chouette effraie des granges (Tyto neddi) trouvée à Barbuda, peut-être à Antigua
- Hibou des granges (Tyto melitensis) trouvé à Malte - anciennement à Strix, probablement une paléosous-espèce de Tyto alba

### Anciennes espèces
Un certain nombre de fossiles de chouettes ont été à un moment attribués au genre actuel, mais sont aujourd'hui placés ailleurs. Bien qu'il y ait des différences évidentes en ostéologie entre les hiboux véritables et les effraies, il y a eu une évolution parallèle dans une certaine mesure et donc les os fossiles isolés ne peuvent pas nécessairement être attribués à l'une ou l'autre famille sans une étude approfondie. Le genre Strix a notamment été utilisé à tort par de nombreux scientifiques de la première heure comme un « taxon poubelle » pour de nombreux hiboux, dont Tyto.
- Tyto antiqua (Eocène tardif / Oligocène précoce du Quercy ? - Miocène précoce de la France) était un hibou grand-duc du genre préhistorique Prosybris ; ce taxon pourrait être un nomen nudum car l'espèce a été décrite à l'origine dans Strix ; cela demande confirmation[4].
- Tyto edwardsi (Miocène tardif de Grive-Saint-Alban, France) était un hibou strigide mais son genre n'a pas encore été identifié de manière fiable ; il pourrait appartenir au groupe Strix ou au groupe européen de type Ninox.
- Tyto ignota (Miocène moyen de Sansan, France) était une chouette strigide aux affinités peu claires ; bien qu'elle puisse appartenir au groupe Strix, cela nécessite une confirmation[4].
- Le "TMT 164", un tarsométatarse distal gauche d'un Tyto supposé du Miocène moyen trouvé à La Grive-Saint-Alban (France) pourrait également appartenir à Prosybris car il est similaire au Tyto antiqua.

## Description
Les effraies sont plus foncées sur le dos que sur le devant, généralement de couleur brun-roux. Le devant est plus pâle ou tacheté que le dos, bien qu'il y ait des variations considérables même entre les espèces. Les chouettes Tyto ont un disque facial divisé, en forme de cœur. Étant des chouettes et non des hiboux, elles n'ont pas d'aigrettes (la paire de touffes de plumes en forme d'oreille que l'on retrouve sur la tête des hiboux et qui, en français, fait la distinction entre les chouettes et les hiboux). 

### Pour la sous-famille
- (fr + en) ITIS : Tytoninae (consulté le 16 juillet 2014)

### Pour le genre
- (en) Animal Diversity Web : Tyto (consulté le 16 juillet 2014)
- (en) Catalogue of Life : Tyto Billberg, 1828 (consulté le 2 avril 2022)
- (en) Congrès ornithologique international : Tyto dans l'ordre Strigiformes (consulté le 19 mai 2015)
- (en) Fauna Europaea : Tyto Billberg, 1828 (consulté le 21 mars 2023)
- (fr + en) ITIS : Tyto Billberg, 1828 (consulté le 16 juillet 2014)
- (en) NCBI : Tyto (taxons inclus) (consulté le 16 juillet 2014)
- (en) Tree of Life Web Project : Tyto (consulté le 16 juillet 2014)
- (en) Paleobiology Database : Tyto Billberg 1828 (consulté le 16 juillet 2014)
- (en) Zoonomen Nomenclature Resource (Alan P. Peterson) : Tyto  dans Strigiformes (consulté le 16 juillet 2014)